# Судари
Судар је изолован догађај у којем се два или више покретних тела делују посредном силом једно на друго у релативно кратком временском интервалу.
Импулс има специјално својство да се у изолованим системима одржава чак и приликом судара тела у систему. С друге стране, кинетичка енергија система тела се не одржава, осим ако су судари тела апсолутно еластични. Пошто се импулс одржава његов закон одржања обично се и користи да би се израчунале (предвиделе) брзине тела након судара.
Уобичајени проблем у физици који захтева коришћење ове чињенице је судар два тела или честице. Пошто се импулс увек одржава сума импулса честица пре судара мора да буде једнака суми импулса после судара:
{\displaystyle m_{1}{\vec {v}}_{1,i}+m_{2}{\vec {v}}_{2,i}=m_{1}{\vec {v}}_{1,f}+m_{2}{\vec {v}}_{2,f}\,}
(У овој једначини коришћене су ознаке: " i " (иницијално или почетно) за брзине тела пре судара и " f " (финално или крајње) за брзине тела после судара. Исти начин обележавања биће употребљен и у једначинама које следе)
У пракси, најчешће су познати импулси тела или само пре, или само после судара, тако да је потребно наћи и оне друге импулсе (после или пре судара). Исправно решење овог проблема захтева и познавање врсте судара који се одиграо. Постоје две основне врсте судара, при чему обе ове врсте конзервишу (одржавају) импулс, а то су:
- Еластични судари у којима се одржава кинетичка енергија и укупан импулс тела пре и после судара
- Нееластични судари у којима се не одржава кинетичка енергија, али је укупан импулс одржан пре и после судара.

## Еластични судари
Еластични судар је судар у коме не постоји губитак кинетичке енергије. У реалности, при сваком макроскопском судару међу телима ће се изгубити део кинетичке енергије на стварање унутрашње и још неких других облика енергије. Међутим, неки проблеми су довољно близу томе да се могу апроксимирати потпуно еластичним сударом. У том случају, коефицијент реституције износи један.
Судар између две билијарске кугле је добар пример за скоро потпуно еластични судар. Осим што је импулс у овоме судару одржан, и збир кинетичких енергија кугли пре судара мора бити једнак збиру кинетичких енергија после судара, па тиме важи и закон одржања енергије:
{\displaystyle {\begin{matrix}{\frac {1}{2}}\end{matrix}}m_{1}v_{1,i}^{2}+{\begin{matrix}{\frac {1}{2}}\end{matrix}}m_{2}v_{2,i}^{2}={\begin{matrix}{\frac {1}{2}}\end{matrix}}m_{1}v_{1,f}^{2}+{\begin{matrix}{\frac {1}{2}}\end{matrix}}m_{2}v_{2,f}^{2}\,}
Пошто је множилац 1/2 заједнички за све чланове збира, он се може одбацити (множењем једначине бројем 2).

### Чеони судар у једној димензији
У случају чеоног судара две кугле, коначне брзине (после судара) се налазе према:
{\displaystyle v_{1,f}=\left({\frac {m_{1}-m_{2}}{m_{1}+m_{2}}}\right)v_{1,i}+\left({\frac {2m_{2}}{m_{1}+m_{2}}}\right)v_{2,i}\,}
{\displaystyle v_{2,f}=\left({\frac {2m_{1}}{m_{1}+m_{2}}}\right)v_{1,i}+\left({\frac {m_{2}-m_{1}}{m_{1}+m_{2}}}\right)v_{2,i}\,}
што се даље може лако преуредити у
{\displaystyle m_{1,f}\cdot v_{1,f}+m_{2,f}\cdot v_{2,f}=m_{1,i}\cdot v_{1,i}+m_{2,i}\cdot v_{2,i}\,}

#### Вишедимензионални судари
У случајевима када се тела сударају у више од једне димензије, као што су удари под косим углом, брзине се разлажу на ортогоналне компоненте, где је једна компонента попречна на раван судара, а друга компонента или компоненте су у равни судара. Компоненте брзина које су у равни судара остају неизмењене, док се брзине попречне на раван судара израчунавају на исти начин као у једнодимензионалном случају.
На пример, у дводимензионалним сударима, импулс може да се разложи на “x” i “y” компоненту. Тада вршимо прорачуне за сваку компоненту посебно, и комбинујемо ове резултате да би добили укупан “векторски” резултат. Интензитет овог вектора је коначни импулс изолованог система.

## Нееластични судари
Нееластичан судар је судар у коме се део кинетичке енергије предаје за неки други облик енергије. Иако због тога не важи закон одржања енергије, код нееластичних судара је одржан импулс. У овом случају коефицијент реституције није једнак јединици.
Пример нееластичног судара могао би да буде судар две грудве снега које се сударе и “слепљене” наставе заједно да се крећу после тога. Следећа једначина описује одржање импулса:
{\displaystyle m_{1}{\vec {v}}_{1,i}+m_{2}{\vec {v}}_{2,i}=\left(m_{1}+m_{2}\right){\vec {v}}_{f}\,}
Ову једначину можемо даље применити за израчунавање непознатих величина у проблемима нееластичних судара ове или сличне врсте.